# Eleccions legislatives luxemburgueses de 1945
Les eleccions legislatives luxemburgueses de 1945 se celebraren el 21 d'octubre de 1945, per a renovar els 51 membres de la Cambra de Diputats de Luxemburg. Foren les primeres eleccions després de l'ocupació alemanya durant la Segona Guerra Mundial. Apareixen nous partits que substitueixen el Partit de la Dreta, el Partit Socialista i el Partit Radical Liberal. Va vèncer el Partit Popular Social Cristià del Pierre Dupong, qui fou nomenat primer ministre.

## Resultats
| ← Eleccions legislatives luxemburgueses, 1945 → |                                            |   |            |        |            |
| Partit                                          | Partit                                     | % | Diferència | Escons | Diferència |
|                                                 | Partit Popular Social Cristià (CSV)        |   |            | 25     |            |
|                                                 | Partit Socialista dels Treballadors (LSAP) |   |            | 11     | -6         |
|                                                 | Grup Democràtic (DG)                       |   |            | 9      | +4         |
|                                                 | Partit Comunista de Luxemburg (KPL)        |   |            | 5      | +4         |
|                                                 | Independents                               |   |            | 1      | +1         |
|                                                 | Altres                                     |   |            | 0      | -7         |
| Total                                           | Total                                      |   |            | 52     | —          |
| Font: Centre Informatique de l'État             |                                            |   |            |        |            |